# Adrian de Gryef

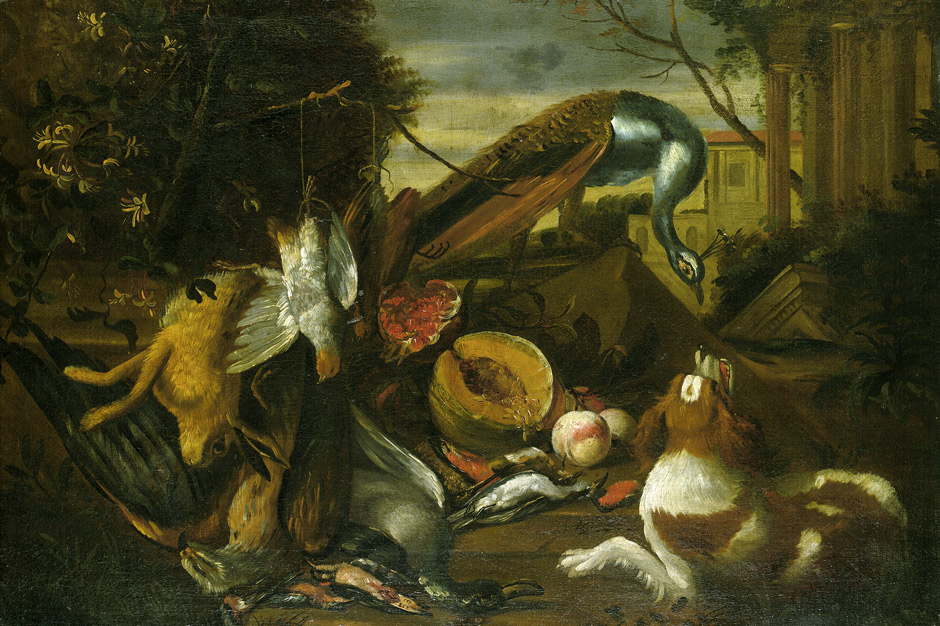
Nature morte de chasse

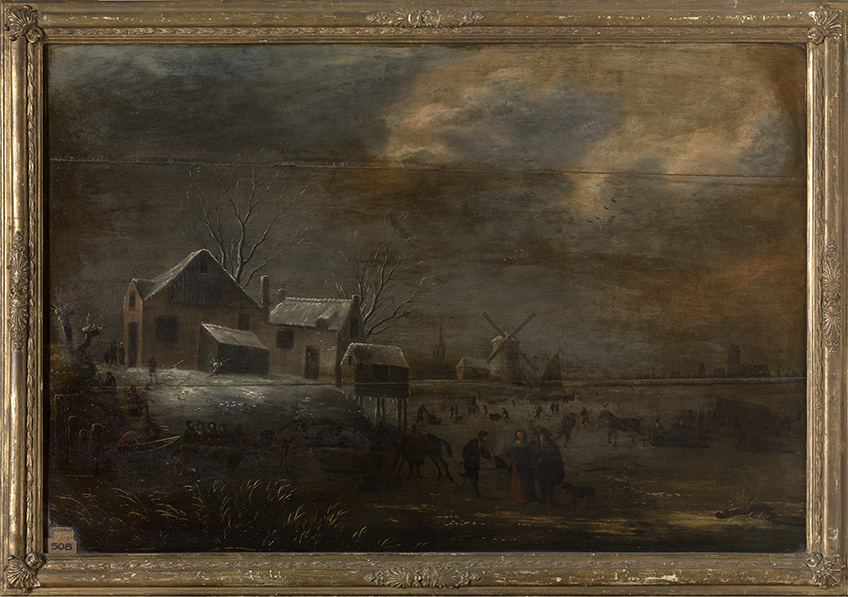
Paysage d'hiver

Adrian de Gryef (Anvers, 1670 - Bruxelles, après 1722) est un peintre de l'école flamande.
Peintre de paysages et de natures mortes, Adrian de Gryef est probablement l'élève de Frans Snyders. Il se marie en 1689 à Anvers. En 1690, il est à Bruxelles, puis retourne à Anvers en 1694. Il est cité comme maître à Bruxelles en 1699.
Il est le créateur de tableaux de petites dimensions aux sujets pittoresques mettant en scène des animaux dans des paysages de plein air agrémentés d'arbres et de fleurs, le plus souvent éclairés de soleils couchants.
Sa cote est fluctuante. Une nature morte au gibier (36X51) a été vendue en 1999 en salle des ventes à Paris 65 000 F (environ 10 000 €).